# Pierre Joseph Bonnaterre
Pierre Joseph Bonnaterre (n. 1752, Aveyron  – d. 20 septembrie 1804, Saint-Geniez) a fost un renumit naturalist francez care a studiat mai ales vertebratele și a descoperit 25 specii noi de pești, inclusiv rechinul scrumbiilor (Lamna nasus) și tonul cu înotătoare galbene (Thunnus albacares).

## Biografie
Abatele Pierre Joseph Bonnaterre a fost preot în comitatul Rouergue și a predat istoria naturală la Rodez.
El a fost unul dintre primii naturaliști francezi care a rupt cu școala Buffon pentru a adopta sistemul de clasificare al lui Linné. A fost unul din autorii enciclopediei intitulate "Tableau encyclopédique et méthodique des trois règnes de la nature" (1790-1792) unde a scris capitolele despre mamifere, pești, reptile, insecte, etc. Bonnaterre a descoperit 25 specii de pești.
A fost primul savant care l-a examinat pe Victor, băiatul sălbatic din Aveyron, care trăia în pădure, departe de oameni și a cărui viață a fost ecranizată de François Truffaut în filmul "L'Enfant sauvage".